# Kristian Magnussen
Kristian Magnussen (Vágur, 1956. február 22.) feröeri hivatalnok és politikus, a Javnaðarflokkurin tagja.

## Pályafutása
Hivatalnoki szakképesítést szerzett. 1985 óta szociális tanácsadóként dolgozik.
1994-ben választották a Løgting tagjává a Verkamannafylkingin színeiben; 1998 óta a Javnaðarflokkurin képviselője. 1996 és 1998 között szociális, egészségügyi, munkaügyi, biztonsági, igazságügyi és rendőrségi miniszter volt Edmund Joensen második kormányában, ezt leszámítva 2008-ig folyamatosan a parlament tagja volt.

## Magánélete
Szülei Mia és Eliesar Magnussen. Feleségével, a tórshavni származású Bjørg Róinnal a fővárosban él.

## Fordítás
- Ez a szócikk részben vagy egészben a Kristian Magnussen című norvég Wikipédia-szócikk ezen változatának fordításán alapul.  Az eredeti cikk szerkesztőit annak laptörténete sorolja fel. Ez a jelzés csupán a megfogalmazás eredetét és a szerzői jogokat jelzi, nem szolgál a cikkben szereplő információk forrásmegjelöléseként.

## Külső hivatkozások
- Profilja, Løgtingið 150 - Hátíðarrit, p. 316. (feröeri)